# 伊澤修二
伊澤修二（日语：／ Izawa Shuji，1851年7月27日—1917年5月3日），號樂石，日本長野縣人，教育家:136。他同時是第十任臺灣總督伊澤多喜男之兄，1895年－1897年擔任臺灣總督府學務部長。他對於日本近代師範教育、音樂教育、聾啞教育、口吃矯正等領域有重要貢獻:17。他曾創立國家教育社，主張國家主義教育:17。

## 生平
伊澤修二是士族身分，出身自高遠藩。他於嘉永四年六月廿九日（1851年7月27日）出生，文久元年（1861年）11歲時進入高遠藩藩校進德館就讀，嫻熟四書五經與和漢歷史書。明治三年（1870年），20歲的他以高遠藩貢進士之身分到東京的「大學南校」學習西洋學問。然而明治五年（1872年）9月伊澤修二出任文部省中學監事，而從大學南校退學。期間有發生中學生在東京九段坡地扔雪球的事件，學生遭警察罰款。但伊澤修二認為學生並未對往來行人、交通工具投擲而妨礙到交通，要回警察課徵的罰金。然而這件事後來變成司法省與文部省之間的對立，最後以文部省同意對伊澤修二處以罰金作結。陳文添〈日治時期來臺灣名教育家伊澤修二〉一文認為後來伊澤修二以24歲之姿出任愛知師範學校校長，或許有補償的意味在。
明治七年（1874年）10月12日伊澤修二擔任愛知師範學校（今愛知教育大學）校長，任內曾改建校舍、設立類似幼稚園的設施。他這時所寫的著作《教授真法》，便提到幼兒期教育的必要性，並談到教師如何應對的方法。明治八年（1875年）6月19日伊澤修二退下校長一職，於7月8日為了考察師範教育而前往美國留學，於麻塞諸塞州的橋水師範學校（Bridgewater Normal School，現為橋水州立大學）就讀師範學科。在此同時他還向亞歷山大·格拉漢姆·貝爾學習視話法，向路德·惠亭·梅森學習音樂教育。陳文添〈日治時期來臺灣名教育家伊澤修二〉一文寫說他與貝爾後來成為終生好友。而在明治十年（1877年）7月他從橋水師範學校畢業後，該年10月又到哈佛大學學習理化等科，但次年（1878年）就因故退學，於5月21日返日。回到日本後，同年（1878年）6月17日離開文部省，到東京師範學校（現為筑波大學）任職，之後在10月16日出任「校長補」，10月25日兼任體操傳習所主幹。明治十二年（1879年）3月22日，出任東京師範學校校長，對日本音樂教育頗有貢獻。
明治十四年（1881年）6月2日，回文部省任書記官。後來在明治十九年（1886年）3月3日，出任文部省編修局長一職。當時日本文部省在文部大臣森有禮支持下，打算改成由文部省統一編輯教科書再廉價供應。但森有禮遭到暗殺後（1889年2月11日），第二任文部大臣榎本武揚 廢掉了編修局。之後伊澤修二將工作重心放在東京音樂學校（現為東京藝術大學音樂學部）校長與東京盲啞學校（筑波大學附屬視覺特别支援學校、筑波大學附屬聽覺特别支援學校的前身）校長等職上，並在明治廿三年（1890年）2月創立國家教育社。然而因為有文部省作法有欠統一的發言，與文部次官發生口角，最後離開官界，但仍有東京區會議員及國家教育社的職位。
伊澤修二等人成立的國家教育社是研究「為了國家發展要如何進行教育工作」的團體，成立之後伊澤修二被選為社長。該社主張國家主義式的教育政策，並鼓吹忠君愛國的思想:17。主張義務教育對日本的重要性。1895年，日本獲得台灣新領土。伊澤修二以該社為名，發表《台灣教育意見書》。該意見書表示日本統治台灣之後，最重要工作正是以免費的義務教育方式來普及日語。

### 來臺
明治廿八年（1895年）4月，伊澤修二代表「國家教育社」到廣島大本營向已內定為首任臺灣總督的樺山資紀提出建議，而後因樺山資紀力勸，伊澤修二才決定前來臺灣從事教育開拓的工作:51。而此時伊澤修二便主張臺灣應該施行國家主義教育，要推廣日語的使用:51。同年5月12日，伊澤修二成為陸軍省雇員，任命為「大本營附」，之後在5月16日任臺灣總督隨員，5月21日任代理學務部長:5。而伊澤修二是在該年6月7日，從日本宇品港（今廣島港）出發來臺，並在6月17日抵達臺北:6。之後他於6月18日在大稻埕（今臺北市大同區）一間民宅開始辦理學務部業務:6。
來臺擔任首任總督府學務部長後，伊澤修二主張同化教育，由總督府出資辦理小學、中學與師範學校:17。在大稻埕開設學務部（後遷至士林芝山巖，並附設芝山巖學堂，為全台第一所現代小學），推行日語教育，設立「國語傳習所」，同時也主張，來台日人應該也要學習台語。
另外，他提倡「音樂教育」，藉由歌唱學習日文。後來發展出「學藝會」，舉凡文化、音樂、藝術皆與此相關，實行於小學，並在校慶等重大節日中，邀請長官與家長，一同觀賞成果發表。
1897年，伊澤修二提出了「公學校」的構想，計畫將原本的國語傳習所改成小學科六年、中學科四年的公學校:2、3。而他所構想的授課科目除了國語（日文）、地理、歷史、算術、理科之外，也有儒家經典在內:3。但該年7月29日，他因教育經費縮減等因素離職，回日本續任教育行政工作:2、362。後來雖然臺灣總督府成立了公學校，但其內涵已與伊澤修二的構想有所出入:3。

## 其他
許佩賢認為在臺灣教育史上，常放大伊澤修二的角色，但其實伊澤修二在臺灣的任期很短，總督府也並未全盤接受他的教育理念，然而總督府日後卻經常利用其同化教育理念來粉飾其殖民教育的本質:17。而另一方面，比起伊澤修二，主導《臺灣教育令》的隈本繁吉對日治時期臺灣教育的影響或許更大:17。

## 相關詞條
- 樺山資紀
- 國語傳習所
- 伊澤多喜男